# Овідіу Чернаутяну

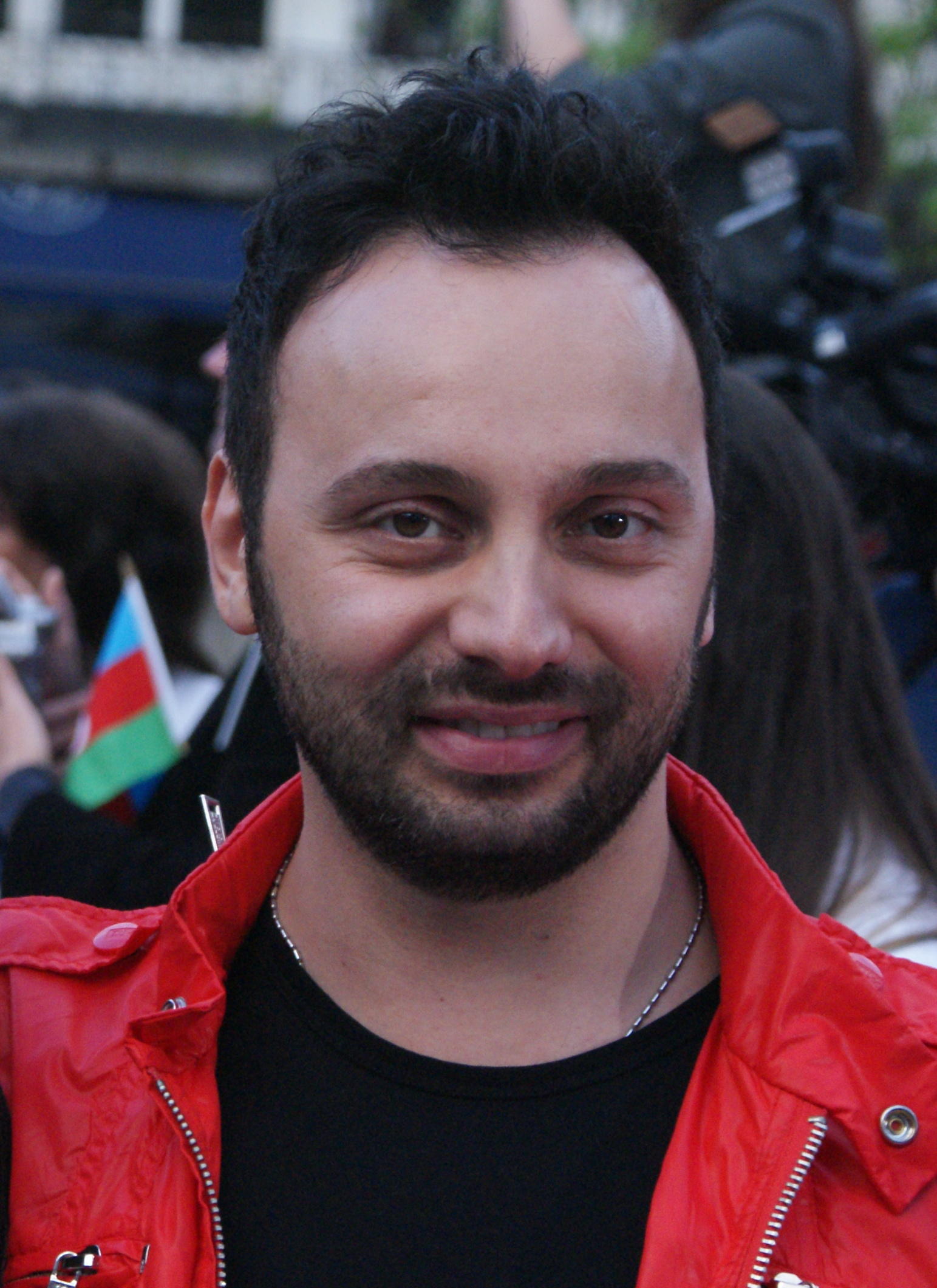
Овідіу Чернаутяну в Осло, 2010 рік

Овідіу Чернеуцяну, також відомий як Ові Мартін, або Ові (рум. Ovidiu Cernăuţeanu [o'vi.dju t͡ʃer.nə.u.t͡se̯a.nu], 23 серпня 1974, Ботошані) — румунський співак. Учасник від Румунії на пісенному конкурсі Євробачення 2010 в Осло із піснею «Playing with Fire (Гра з вогнем)» в дуеті з Паулою Селінг.
2010 року Овідіу Чернеуцяну запропонував Паулі Селінг співпрацю. У листопаді Паула і Ові разом взяли участь у національному відборі на Євробачення. Вони записали оригінальну версію пісні "Playing with Fire, написану Ові, і зареєструвалися у попередньому відборі. 6 березня вони виграли відбір і отримали право представляти Румунію на Євробаченні 2010.
У другому півфіналі Паула і Ові отримали десятий номер виступу, після учасниці від Нідерландів і перед учасниками від Словенії. За результатами голосування вони набрали 104 бали і пройшли у фінал, посівши у півфіналі четверте місце. У фіналі Паула і Ові виступали дев'ятнадцятим, після учасника від Франції і перед учасниками від Росії. За результатами голосування вони набрали 162 бали (в тому числі їм була виставлена одна вища оцінка — 12 балів) і посіли третє місце.